# Предраковые заболевания желудочно-кишечного тракта
Предраковыми заболеваниями желудочно-кишечного тракта считаются заболевания, которые могут способствовать онкологическому перерождению тканей органа. Для такого перерождения необходим ряд условий. Это, прежде всего, длительное существование такого заболевания, отсутствие адекватной терапии (лечения), наследственная предрасположенность.
Предраковым заболеванием пищевода является эзофагит любой этиологии (рефлюкс-эзофагит, эрозивный и т. д.), полипы, пищевод Баррета.
Предраковыми заболеваниями желудка являются полипы, язвенная болезнь, выраженный атрофический гастрит, дуоденогастральный рефлюкс, эрозии желудка.
В двенадцатиперстной кишке онкологические образования встречаются крайне редко. Большая часть их распространяется из Фатерова соска (место впадения общего жёлчного протока в двенадцатиперстную кишку).
В кишечнике предраковыми заболеваниями являются болезнь Крона, неспецифический язвенный колит, диффузный семейный полипоз, полипы, ворсинчатые опухоли.
Профилактикой раковых заболеваний желудочно-кишечного тракта является своевременное выявление и лечение вышеперечисленной патологии.
Основными методами выявления предраковых заболеваний пищевода и желудка являются эзофагогастродуоденоскопия, рентгеноскопия, pH-метрия и, так называемая, гастропанель (лабораторный метод оценки желудочной секреции).
Для выявления предраковых заболеваний кишечника наиболее эффективны ирригоскопия (рентгенологическое исследование) и эндоскопические методы (ректороманоскопия и колоноскопия).